# Cisseps discopuncta
Cisseps discopuncta är en fjärilsart som beskrevs av George Francis Hampson 1901. Cisseps discopuncta ingår i släktet Cisseps och familjen björnspinnare. Inga underarter finns listade i Catalogue of Life.